# Museo de Barquisimeto
El Museo de Barquisimeto es una institución museística ubicada en el casco histórico de la ciudad de Barquisimeto, Venezuela. Fue creado el 18 de julio de 1982 con la misión de preservar y difundir la memoria histórica y cultural de la ciudad. Así mismo, se centra en la creación de oficios para potenciar la creatividad en las acciones productivas, tomando en cuenta el medio ambiente.
Desde su creación, funciona en las instalaciones del antiguo Hospital de la Caridad, siendo este un edificio de estilo neoclásico construido por el alemán Justo Rosenberg entre 1878 y 1917. En su patio interior se encuentra la Capilla de San Miguel, construida entre 1922 y 1924 por José de la Cruz Paz.
Dado su valor arquitectónico como por su colección y programación de actividades culturales, el museo es una institución muy apreciada por los ciudadanos, convirtiéndose en un emblema de la idiosincrasia larense.